# Tumaiyowit
Tumaiyowit (Temayawet, Tamaioit, Temmayawit, Tem-ma-ya-wit, Mo-cot-tem-ma-ya-wit, Tamayowit, Tumaiyovit), U mitologiji južnokalifornijskih Idijanaca Cahuilla, Tumaiyowit je brat boga stvoritelja Mukata i vladar zemlje mrtvih.